# Заперечення СНІДу

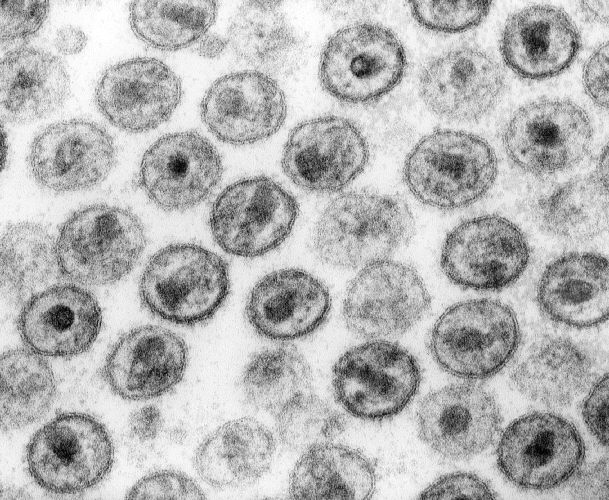
Електронна мікрофотографія вірусу імунодефіциту людини

Запере́чення СНІ́Ду — переконання, попри переконливі докази протилежного, що вірус імунодефіциту людини (ВІЛ) не викликає синдрому набутого імунодефіциту (СНІД). Деякі «СНІД-дисиденти» заперечують існування ВІЛ, у той час як інші погоджуються, що ВІЛ існує, але стверджують, що це нешкідливий вірус-«пасажир» і не є причиною СНІДу. Оскільки «СНІД-дисиденти» визнають СНІД як реальну хворобу, вони відносять його до деякої комбінації сексуальної поведінки, наркотиків, недостатнього харчування, поганих санітарних умов, гемофілії або ефектів препаратів, що застосовуються для лікування ВІЛ-інфекції.
Наукове товариство вважає доказ того, що ВІЛ викликає СНІД, переконливим і відкидає заперечення з цього приводу, вважаючи претензії звичайною псевдонаукою, заснованою на теорії змови, хибних міркуваннях і введенні в оману, переважно через застарілі наукові дані. З відмовою від цих аргументів з боку наукового співтовариства, матеріали зі СНІД-заперечення нині поширюються переважно через Інтернет.
Попри відсутність наукового сприйняття, заперечення СНІДу мало значний політичний вплив, особливо в Південній Африці під головуванням Табо Мбекі.
В Україні «СНІД-дисидентами» є колишня вчена Наталя Околітенко та підприємець Микола Колбун.

## Основні тези учасників руху
Учасники руху із заперечення ВІЛ/СНІДу стверджують, що:
- ВІЛ не виділено однозначно і безперечно[4]. Не існує електронної фотографії вірусу в чистому вигляді. Усе, що вдалося виділити в крові хворих на СНІД — це набір білків (p24, p41 тощо), але не існує доказів, що всі вони й тільки вони належать одному вірусу ВІЛ.
- ВІЛ не відповідає постулатам Коха[5].
- Позитивні тести на антитіла до ВІЛ (ІФА, імуноблот) та кількісні тести (ПЛР) не є ані якісними[6], ані кількісними показниками наявності ВІЛ чи обов'язкового розвитку хвороби СНІД. Вони показують наявність антитіл, які можуть бути спричинені широким спектром хвороб і станів.

Пропоновані альтернативні причини СНІДу включають в себе рекреаційні наркотики, недоїдання та самі антиретровірусні препарати, що використовуються для лікування синдрому.